# Cadastre de Grèce
Le cadastre de Grèce (en grec : Κτηματολόγιο, ktimatologio) est un projet de base de données dressant l'état de la propriété foncière en Grèce. 

## Histoire
Le projet de l'établissement d'un cadastre avait été envisagé sous le règne d'Othon Ier entre 1832 et 1862, avec la constitution de premières ébauches, puis a été relancé en 1994. L'enregistrement des informations, qui a débuté en 2008, est toujours en cours en 2021.
La situation de la propriété immobilière en Grèce est en effet particulièrement complexe, du fait de la succession de situations juridiques très différentes liées à l'histoire de la Grèce : époque byzantine, occupation ottomane, puis rapatriement des Grecs de Turquie...
Le processus est géré par la société Ktimatologio S.A., personne morale de droit privé. 
La Grèce évolue donc vers une situation où le titre de propriété dépend de l'inscription de la propriété au cadastre, alors que jusque-là, il était uniquement fondé sur le nom du vendeur (« Υποθηκοφυλάκειο, Ipothikofilakio », registre cadastral sur la base des noms), assorti de la recherche des actes juridiques, servitudes et litiges correspondants.
En 2021, le projet de cadastre est en phase finale, même s'il ne couvre pas encore l'ensemble du territoire grec.

## Problèmes posés par l'absence de cadastre en Grèce
Ces problèmes ont été fréquemment cités dans le contexte de la crise de la dette publique grecque ; en effet, l'absence de cadastre ne permet à l'État grec de lever d'impôts fonciers, faute de connaître qui possède quelle propriété, ni vendre celles qui lui appartiennent.
La constitution d'un cadastre est donc un préalable pour prélever l'impôt foncier et faire entrer l'argent dans les caisses de l'État, et fait par conséquent partie des exigences de la « Troika ».
En juin 2015, lors des négociations entre la Grèce et ses créanciers, l'absence de cadastre n'est toujours pas réglée, et est régulièrement évoquée comme un des dysfonctionnements graves de l'État grec.